# William Henry Pickering
Ne doit pas être confondu avec William Hayward Pickering.
Pour les articles homonymes, voir Pickering (homonymie).
William Henry Pickering, né à Boston le 15 février 1858 et mort à Mandeville (Jamaïque) le 17 janvier 1938 , est un astronome américain, frère d'un autre célèbre astronome, Edward Charles Pickering.
Il a découvert le neuvième satellite naturel de Saturne, Phœbé, en 1899, à partir de plaques photographiques prises en 1898. Il pensa également avoir découvert une dixième lune pour cette même planète en 1905, qu'il appela Thémis, mais ce satellite est depuis resté introuvable, s'agissant probablement d'une erreur d'observation, liée à des perturbations atmosphériques.
Pickering reçut le Prix Lalande de l'Académie des sciences en 1906 pour sa « découverte des neuvième et dixième satellites de Saturne ».
Il conduisit plusieurs expéditions destinées à l'observation des éclipses solaires, et étudia intensivement les cratères d'impact sur la Lune. Il contribua intensivement à la mise en place de nouveaux observatoires astronomiques, notamment l'observatoire Lowell à Flagstaff.
En 1919, il prédit l'existence et la position d'une nouvelle planète, nommée Planète O, en se basant sur les anomalies mesurées dans les orbites d'Uranus et de Neptune, mais les recherches menées à l'observatoire du Mont Wilson n'amenèrent aucun résultat. Pluton fut découverte en 1930 par Clyde Tombaugh à Flagstaff, mais nous savons aujourd'hui que la masse de Pluton est beaucoup trop faible pour pouvoir engendrer des effets observables sur les mouvements d'Uranus et Neptune.
Après avoir observé en 1892 le paradoxe que les canaux martiens traversent les océans martiens (tels qu'imaginés à cette époque), il imagine que ces océans sont des forêts ou des champs de culture.
Encore en 1908 il n'avait pas craint d'écrire :
L'imagination populaire évoque souvent de gigantesque machines volantes traversant l'Atlantique avec des passagers à leur bord, comme le font nos paquebots modernes. On peut dire sans risque de se tromper que ces idées sont absolument chimériques.
Il passa la plus grande partie de la fin de sa vie dans son observatoire privé en Jamaïque, et publia un atlas de la Lune : The Moon : A Summary of the Existing Knowledge of our Satellite — New York: Doubleday, Page & Company, 1903.
Le cratère Pickering (en), un cratère lunaire, porte son nom pour lui rendre hommage, ainsi qu'à son frère.